# Маклаков, Георгий Константинович
Георгий Константинович Маклаков 
окончил 1-й Московский кадетский корпус (1853). В звании капитана гвардии в 1867 году назвначен командиром командир 3-го Западно-Сибирского линейного батальона. В звании полковника командовал войсками Акмолинской области.
Георгий Константинович Маклаков — флигель-адъютант, полковник, командир 68-о пехотного Бородинского полка в Русско-турецкой войне 1877—1878 годов.
За военные подвиги произведен генерал-майором, с назначением командиром Лейб-гвардии Измайловского полка и в Свиту Его Величества Александра ІІ.
В 1890 году оставил должность командира полка и, будучи тогда же произведён в генерал-лейтенанты, полгода был начальником 24-й пехотной дивизии.